# Ralph Isaacs Ingersoll
Ralph Isaacs Ingersoll (* 8. Februar 1789 in New Haven, Connecticut; † 26. August 1872 ebenda) war ein US-amerikanischer Politiker. Zwischen 1825 und 1833 vertrat er den Bundesstaat Connecticut im US-Repräsentantenhaus. Außerdem war er zwischen 1846 und 1848 Botschafter der Vereinigten Staaten in Russland.

## Werdegang
Nach einer guten Grundschulausbildung besuchte Ralph Ingersoll bis 1808 das Yale College. Nach einem anschließenden Jurastudium und seiner im Jahr 1810 erfolgten Zulassung als Rechtsanwalt begann er in New Haven in seinem neuen Beruf zu praktizieren. Politisch schloss er sich in den 1820er Jahren der Fraktion um den späteren Präsidenten John Quincy Adams an, aus der dann die kurzlebige National Republican Party hervorging. Ingersoll wurde Mitglied dieser Partei, die in Opposition zu Andrew Jackson und dessen späterer Demokratischer Partei stand.
Bei den Kongresswahlen des Jahres 1824, die staatsweit abgehalten wurden, wurde Ingersoll für das fünfte Abgeordnetenmandat von Connecticut in das US-Repräsentantenhaus in Washington, D.C. gewählt, wo er am 4. März 1825 die Nachfolge von Ansel Sterling antrat. Nach drei Wiederwahlen konnte er bis zum 3. März 1833 vier zusammenhängende Legislaturperioden im Kongress absolvieren. Diese waren von den politischen Auseinandersetzungen zwischen den beiden konkurrierenden Parteien bestimmt. Seit dem Amtsantritt von Präsident Jackson im März 1829 stand dessen Politik im Mittelpunkt der Diskussionen. Dabei ging es um die umstrittene Durchführung des Indian Removal Act und die Nullifikationskrise um ein Bundeszollgesetz mit dem Staat South Carolina. Später kam auch noch die Diskussion um die Bankenpolitik des Präsidenten hinzu.
Im Jahr 1832 verzichtete Ingersoll auf eine erneute Kandidatur für den Kongress. In der Folge arbeitete er wieder als Rechtsanwalt. Im Jahr 1833 wurde er Bezirksstaatsanwalt im New Haven County. Nach dem Tod des US-Senators Nathan Smith im Jahr 1835 lehnte Ingersoll die ihm angetragene Ernennung zu dessen Nachfolger ab. Zwischen 1846 und 1848 war er amerikanischer Gesandter in Russland. Nach seiner Rückkehr setzte er seine Tätigkeit als Anwalt fort. Im Jahr 1851 wurde Ingersoll zum Bürgermeister von New Haven gewählt. Danach ist er politisch nicht mehr in Erscheinung getreten. 1848 wurde er zum Mitglied der American Philosophical Society gewählt.
Ralph Ingersoll starb am 26. August 1872 in seinem Geburtsort New Haven. Sein Sohn Colin (1819–1903) vertrat zwischen 1851 und 1855 ebenfalls den Staat Connecticut im Kongress. Dessen jüngerer Bruder Charles (1821–1903) war von 1873 bis 1877 Gouverneur von Connecticut.